# Аткінсон (Мен)
Аткінсон (англ. Atkinson) — місто (англ. town) в США, в окрузі Піскатаквіс штату Мен. Населення — 303 особи (2020).

## Демографія
Згідно з переписом 2010 року, у місті мешкало 326 осіб у 135 домогосподарствах у складі 91 родини. Було 198 помешкань
Расовий склад населення:
| - 96,9 % — білих - 1,2 % — корінних американців - 0,3 % — вихідців з тихоокеанських островів - 0,3 % — азіатів |

До двох чи більше рас належало 1,2 %. Частка іспаномовних становила 0,3 % від усіх жителів.
За віковим діапазоном населення розподілялося таким чином: 20,2 % — особи молодші 18 років, 61,7 % — особи у віці 18—64 років, 18,1 % — особи у віці 65 років та старші. Медіана віку мешканця становила 47,8 року. На 100 осіб жіночої статі у місті припадало 115,9 чоловіків;  на 100 жінок у віці від 18 років та старших — 109,7 чоловіків також старших 18 років.
Середній дохід на одне домашнє господарство  становив 69 494 долари США (медіана — 40 833), а середній дохід на одну сім'ю — 88 020 доларів (медіана — 48 542). Медіана доходів становила 46 500 доларів для чоловіків та 37 917 доларів для жінок. За межею бідності перебувало 15,8 % осіб, у тому числі 15,9 % дітей у віці до 18 років та 18,1 % осіб у віці 65 років та старших.
Цивільне працевлаштоване населення становило 100 осіб. Основні галузі зайнятості: освіта, охорона здоров'я та соціальна допомога — 27,0 %, виробництво — 13,0 %, транспорт — 12,0 %.